# Энергетика Магаданской области
Энергетика Магаданской области — сектор экономики региона, обеспечивающий производство, транспортировку и сбыт электрической и тепловой энергии. Особенностью энергетики Магаданской области является изолированность от Единой энергосистемы России. По состоянию на 2019 год, на территории Магаданской области эксплуатировались 4 крупные электростанции — две гидроэлектростанции и две тепловые электростанции, а также несколько небольших дизельных электростанций, общей мощностью 1549,4 МВт. В 2018 году они произвели 2546 млн кВт·ч электроэнергии (без учёта выработки дизельных электростанций).

## История
Начало развития энергетики на территории Магаданской области связано с деятельностью треста «Дальстрой». В 1931 году на берегу бухты Нагаева была введена в эксплуатацию первая небольшая электростанция мощностью 18 кВт. К концу 1933 года в Магадане и Нагаево было электрифицировано 90 % зданий. Одновременно небольшие электростанции активно применялись для энергоснабжения золотых приисков, геологоразведочных партий и отдельных посёлков — по состоянию на 1941 год в составе электростанций «Дальстроя» насчитывалось 237 локомобилей и 1251 двигателей внутреннего сгорания, общая мощность электростанций составляла 54,5 МВт, за год они выработали 66,2 млн кВт·ч электроэнергии. Для передачи электроэнергии были созданы электрические сети напряжением до 35 кВ включительно.
В 1944 году была введена в эксплуатацию Нагаевская паротурбинная электростанция с двумя турбоагрегатами мощностью по 1000 киловатт. 1947 году энергетику «Дальстроя» объединили в пять энергокомбинатов: Магаданский, Тенькинский, Аркагалинский, Эльгено-Тасканский, Чаунский. В 1950 году было начато строительство первой крупной электростанции Магаданской области — Аркагалинской ГРЭС. 12 декабря 1954 года был введен в эксплуатацию первый котлоагрегат, а 13 января 1955 года — первый турбоагрегат мощностью 25 МВт. В том же 1955 году были пущены вторые котлоагрегат и турбоагрегат. В 1959 году был введен в эксплуатацию турбоагрегат № 4, в 1960 году — турбоагрегат № 3, станция достигла мощности 88 МВт. Позднее удалось увеличить мощность турбоагрегатов первой очереди на 17 МВт, что позволило довести мощность станции до 105 МВт. В 1962 году смонтировали четвертый котлоагрегат, в 1964 году — пятый турбоагрегат. Одновременно с вводом станции в эксплуатацию были построены первые на Колыме линии электропередачи напряжением 110 кВ, что позволило завершить в 1958 году объединение Аркагалинского, Эльгено-Тасканского и Тенькинского энергокомбинатов в единый Центральный энергоузел.
Одновременно было начато строительство крупной тепловой электростанции в Магадане. Первая очередь Магаданской районной электростанции (ныне — Магаданская ТЭЦ) была введена в эксплуатацию в декабре 1962 года, в 1964 году строительство первой очереди станции мощностью 26 МВт было завершено. В 1972 году было начато строительство второй очереди станции на более высокие параметры пара, которое было завершено в 1976 году. Одновременно смонтировали дизельную электростанцию. В результате мощность Магаданской ТЭЦ возросла до 122 МВт. Продолжалось развитие Аркагалинской ГРЭС — в 1974 году были введены в эксплуатацию турбоагрегаты № 6 и № 7 и противодавленческая турбина, а также пятый котлоагрегат, в 1980 году с пуском турбоагрегата № 8 станция достигла проектной мощности 282 МВт. Окончательно расширение станции завершили в 1985 году с вводом в эксплуатацию котлоагрегата № 8.
В 1970 году начинаются подготовительные работы по строительству крупнейшей электростанции региона — Колымской ГЭС. В 1974 году начинается возведение основных сооружений, в 1976 году уложен первый бетон. Первый гидроагрегат станции был пущен в 1981 году, с пуском в 1984 году третьего гидроагрегата возведение первой очереди Колымской ГЭС было завершено. В ходе строительства второй очереди были возведены основная плотина, постоянные водоприёмник, водоводы и водосброс, а также здание ГЭС в полном объёме. Четвертый гидроагрегат был пущен в 1988 году, с пуском пятого гидроагрегата в 1994 году станция вышла на проектную мощность 900 МВт. Это позволило вывести в консервацию большую часть оборудования Аркагалинской ГРЭС.
В 1991 году было начато строительство второй гидроэлектростанции на Колыме, Усть-Среднеканской ГЭС. В связи со сложной экономической ситуацией в стране возведение ГЭС до 2007 года велось низкими темпами. Первые два гидроагрегата Усть-Среднеканской ГЭС общей мощностью 168 МВт были введены в эксплуатацию в 2013 году, в 2018 году после пуска третьего гидроагрегата мощность станции достигла 310,5 МВт. Пуск четвертого гидроагрегата и вывод Усть-Среднеканской ГЭС на проектную мощность 570 МВт намечен на 2022 год. Планируется строительство линии электропередачи напряжением 220 кВ от Усть-Среднеканской ГЭС до Чаун-Билибинского энергоузла Чукотского АО, для энергоснабжения проекта освоения месторождений Баимской рудной зоны, в первую очередь золото-медного месторождения Песчанка.

## Организация энергосистемы Магаданской области
По причине географической отдалённости, энергосистема Магаданской области не связана с Единой энергосистемой России и энергосистемами других регионов, за исключением связи с энергоузлом Оймяконского улуса Якутии по двум линиям электропередачи напряжением 110 кВ. Запланировано строительство линии электропередачи напряжением 220 кВ для соединения энергосистемы Магаданской области и Чаун-Билибинского энергоузла Чукотского автономного округа. Также в Магаданской области имеется зона децентрализованного энергоснабжения, включающая в себя дизельные электростанции, обеспечивающие электроэнергией отдалённые посёлки.

## Генерация электроэнергии
По состоянию на 2019 год, на территории Магаданской области эксплуатировались четыре относительно крупные электростанции общей мощностью 1530,5 МВт: две гидроэлектростанции (Колымская и Усть-Среднеканская ГЭС) общей мощностью 1210,5 МВт и две тепловые электростанции (Аркагалинская ГРЭС и Магаданская ТЭЦ) общей мощностью 320 МВт. Более 90 % выработки электроэнергии в регионе обеспечивается гидроэлектростанциями. В зоне децентрализованного энергоснабжения эксплуатируется ряд дизельных электростанций общей мощностью 18,9 МВт.

### Колымская ГЭС
Расположена в Ягоднинском районе у посёлка Синегорье, на реке Колыме. Крупнейшая электростанция Магаданской области. Гидроагрегаты станции введены в эксплуатацию в 1981—1994 годах. Установленная мощность станции — 900 МВт, проектная среднегодовая выработка электроэнергии — 3325 млн кВт·ч, фактическая выработка электроэнергии в 2018 году — 1933 млн кВт·ч. В здании ГЭС установлены 5 гидроагрегатов мощностью по 180 МВт. Эксплуатируется ПАО «Колымаэнерго» (дочернее общество ПАО «РусГидро»).

### Усть-Среднеканская ГЭС
Расположена в Среднеканском районе, на реке Колыме. Станция находится в стадии достройки, работает на пониженной мощности. В 2013—2018 годах введены в эксплуатацию три гидроагрегата общей мощностью 310,5 МВт, выход станции на проектную мощность 570 МВт запланирован на 2022 год. Проектная среднегодовая выработка электроэнергии — 2555 млн кВт·ч, фактическая выработка электроэнергии в 2018 году — 452 млн кВт·ч. В здании ГЭС установлены 3 гидроагрегата (2×84, 1×142,5 МВт). Собственник станции — АО «Усть-Среднеканская ГЭС» (дочернее общество ПАО «РусГидро»).

### Аркагалинская ГРЭС
Расположена в посёлке Мяунджа Сусуманского района. Паротурбинная электростанция, в качестве топлива использует каменный уголь. Турбоагрегаты станции введены в эксплуатацию в 1955—1980 годах. Установленная электрическая мощность станции — 224 МВт, тепловая мощность — 194 Гкал/час. С 1993 года большая часть оборудования станции законсервирована, станция работает в зимний период с нагрузкой 7-10 МВт с целью теплоснабжения посёлка, поддерживая оборудование в готовности для ввода в работу в случае аварийных ситуаций в энергосистеме. Фактическая выработка электроэнергии в 2018 году — 31 млн кВт·ч. Оборудование станции включает в себя 3 турбоагрегата мощностью по 55 МВт (законсервированы), два турбоагрегата мощностью по 12 МВт (один из них законсервирован) и один турбоагрегат мощностью 35 МВт. Также имеется 6 котлоагрегатов (четыре из них в консервации) и 5 электрокотлов. Принадлежит ПАО «Магаданэнерго» (дочернее общество ПАО «РусГидро»).

### Магаданская ТЭЦ
Расположена в г. Магадане. Паротурбинная теплоэлектроцентраль, в качестве топлива использует каменный уголь. Турбоагрегаты станции введены в эксплуатацию в 1974—2004 годах. Установленная электрическая мощность станции — 96 МВт, тепловая мощность — 563,8 Гкал/час. Основная функция станции — обеспечение теплоснабжения Магадана, с попутной выработкой электроэнергии, в летнее время работают только электрокотлы. Фактическая выработка электроэнергии в 2018 году — 130 млн кВт·ч. Оборудование станции включает в себя 3 турбоагрегата мощностью 25 МВт, шесть резервных дизель-генераторов мощностью по 3,5 МВт, девять котлоагрегатов и водогрейных котлов, восемь электрокотлов. Принадлежит ПАО «Магаданэнерго».

### Дизельные электростанции
В зоне децентрализованного энергоснабжения используются дизельные электростанции, расположенные в Северо-Эвенском районе, общей мощностью 10,5 МВт, Хасынском районе (посёлки Талая, Атка), общей мощностью 5,0 МВт, Тенькинском районе (пос. Мадаун), мощностью 1,2 МВт, Ольском районе (сёла Тахтоямск, Ямск), общей мощностью 2,2 МВт.

## Потребление электроэнергии
Ввиду своего изолированного характера, энергосистема Магаданской области сбалансирована по производству и потреблению электроэнергии. Абсолютный максимум нагрузки в 2018 году в Магаданской области составил 502 МВт. Большую часть энергопотребления, около 44 % по итогам 2018 года, обеспечивают предприятия, занимающиеся добычей полезных ископаемых. Наиболее крупной энергосбытовой компанией в регионе является ПАО «Магаданэнерго».

## Электросетевой комплекс
Общая протяженность линий электропередачи в Магаданской области по состоянию на 2018 год составляет 8087 км (по цепям), в том числе ВЛ 220 кВ — 1717 км, ВЛ 154 кВ — 2648 км, ВЛ 110 кВ — 1610 км, ВЛ 35-0,4 кВ — 2112 км. Большая часть линий электропередачи (общей протяжённостью 7860 км) эксплуатируется ПАО «Магаданэнерго».